# Carlo Furno
Carlo Furno (Bairo, 2 dicembre 1921 – Roma, 9 dicembre 2015) è stato un cardinale e arcivescovo cattolico italiano.

## Biografia
Il cardinale Carlo Furno è nato a Bairo, in diocesi di Ivrea, il 2 dicembre 1921 ed è cresciuto ad Agliè, sempre in provincia di Torino, dove è stato cittadino onorario. Suo padre si chiamava Giuseppe e sua madre Maria Bardesono.

### Formazione e ministero sacerdotale
Ha frequentato le scuole elementari ad Agliè, il ginnasio nel collegio vescovile di Ivrea.
Nel 1938 ha iniziato gli studi di filosofia e proseguito quelli di teologia nel seminario vescovile di Ivrea, terminando la sua formazione sacerdotale con l'ordinazione presbiterale avvenuta il 25 giugno 1944, in piena guerra. Ha svolto il suo apostolato nella diocesi come vice parroco di Ozegna per tre anni. Ha frequentato quindi per un anno la Facoltà di Teologia dell'allora Pontificio Ateneo Salesiano della Crocetta in Torino, per poi trasferirsi a Roma dove, alunno del Pontificio Seminario Romano per gli Studi Giuridici, ha seguito i corsi della Facoltà di Diritto ottenendo il dottorato in utroque iure nel 1953.
Compiuto nel frattempo il biennio come alunno della Pontificia Accademia Ecclesiastica, è stato inviato nel luglio dello stesso anno prima come addetto e poi come segretario alla nunziatura apostolica in Colombia passando poi, dopo quattro anni, a quella in Ecuador, quindi dopo tre anni alla delegazione apostolica in Gerusalemme. Nel settembre del 1962 ha preso servizio presso la Segreteria di Stato, nell'allora Prima Sezione, dove ha lavorato per undici anni, insegnando nel contempo stile diplomatico alla Pontificia Accademia Ecclesiastica dal 1966 al 1973.

### Ministero episcopale e cardinalato
Il 1º agosto 1973 papa Paolo VI lo ha nominato arcivescovo titolare di Abari e nunzio apostolico in Perù. Ha ricevuto l'ordinazione episcopale in Agliè il 16 settembre dello stesso anno. Il 25 novembre 1978 papa Giovanni Paolo II, da poco eletto successore di Pietro, lo ha trasferito come nunzio apostolico in Libano, in una terra duramente provata dalla guerra.
Il 21 agosto 1982 è stato nominato nunzio apostolico in Brasile, dove è rimasto circa dieci anni fino a quando, il 15 aprile 1992, è stato richiamato a Roma come nunzio apostolico in Italia, incarico mantenuto fino al novembre del 1994. Papa Giovanni Paolo II lo ha innalzato alla dignità cardinalizia nel concistoro del 26 novembre 1994, del titolo di Sant'Onofrio.
Dal 16 dicembre 1995 al 27 giugno 2007 è stato gran maestro dell'Ordine Equestre del Santo Sepolcro di Gerusalemme. Dal 23 maggio 1996 al novembre 1998 è stato delegato pontificio per la Patriarcale Basilica di San Francesco in Assisi. Dal 29 settembre 1997 al 27 maggio 2004 è stato arciprete della Patriarcale Basilica Liberiana di Santa Maria Maggiore.
Il 9 dicembre 2015, all'età di 94 anni, è morto in un ospedale romano dove era ricoverato a seguito di una caduta.
Le esequie si sono tenute l'11 dicembre alle ore 16.15 all'altare della Cattedra della basilica di San Pietro. La liturgia esequiale è stata celebrata dal cardinale Angelo Sodano, decano del Collegio cardinalizio. Al termine della celebrazione papa Francesco ha presieduto il rito dell'ultima commendatio e della valedictio. La salma è stata poi tumulata nella cappella di san Carlo della basilica di Santa Maria Maggiore.

## Genealogia episcopale e successione apostolica
La genealogia episcopale è:
- Cardinale Scipione Rebiba
- Cardinale Giulio Antonio Santori
- Cardinale Girolamo Bernerio, O.P.
- Arcivescovo Galeazzo Sanvitale
- Cardinale Ludovico Ludovisi
- Cardinale Luigi Caetani
- Cardinale Ulderico Carpegna
- Cardinale Paluzzo Paluzzi Altieri degli Albertoni
- Papa Benedetto XIII
- Papa Benedetto XIV
- Papa Clemente XIII
- Cardinale Marcantonio Colonna
- Cardinale Giacinto Sigismondo Gerdil, B.
- Cardinale Giulio Maria della Somaglia
- Cardinale Carlo Odescalchi, S.I.
- Cardinale Costantino Patrizi Naro
- Cardinale Lucido Maria Parocchi
- Papa Pio X
- Papa Benedetto XV
- Papa Pio XII
- Cardinale Eugène Tisserant
- Cardinale Paolo Bertoli
- Cardinale Carlo Furno

La successione apostolica è:
- Vescovo Juan José Larrañeta Olleta, O.P. (1976)
- Vescovo Lorenzo Miccheli Filippetti, O.S.A. (1976)
- Cardinale Augusto Vargas Alzamora, S.I. (1978)
- Arcivescovo Aloísio Roque Oppermann, S.C.I. (1983)
- Vescovo Pedro Fré, C.SS.R. (1986)
- Vescovo José Alves da Costa, D.C. (1986)
- Vescovo Girônimo Zanandréa (1988)
- Vescovo Giovanni Risatti, P.I.M.E. (1988)
- Vescovo João Evangelista Martins Terra, S.I. (1988)
- Vescovo Hilário Moser, S.D.B. (1988)
- Vescovo Paulo Sérgio Machado (1989)
- Vescovo Paulo Antonino Mascarenhas Roxo, O.Praem. (1990)
- Vescovo Waldemar Chaves de Araújo (1990)
- Arcivescovo Pedro Ercílio Simon (1990)
- Vescovo Marcelino Correr, O.F.M.Cap. (1991)
- Vescovo José Nelson Westrupp, S.C.I. (1991)

## Pubblicazioni
- Ordo Equestris Sancti Sepulcri Hierosolymitani, Locumtenentia Helvetiae, 2000 (prefazione)